# 1951 en sociologie
| Années de la sociologie : 1948 - 1949 - 1950 - 1951 - 1952 - 1953 - 1954    |
| Décennies de la sociologie : 1920 - 1930 - 1940 - 1950 - 1960 - 1970 - 1980 |

Cet article présente les événements de l’année 1951 dans le domaine de la sociologie. 

## Publications

### Livres
- Theodor W. Adorno, Minima Moralia.
- Raymond Aron, Les Guerres en chaîne.
- Maurice Duverger, Les partis politiques.
- Theodor Geiger (de), Soziale Umschichtungen in einer dänischen Mittelstadt.
- Theodor Geiger, Mobilité sociale dans les sociétés européennes de notre temps. Problèmes de population.
- Talcott Parsons, The Social System.
- Charles Wright Mills, White Collar: The American Middle Classes (en).

## Naissances
- Larry Diamond, journaliste, sociologue et politologue américain.
- Paul DiMaggio, sociologue américain.
- Maryse Esterle, sociologue française.
- Jean-Louis Fabiani, sociologue français.
- Michel Fize, sociologue français.
- Olivier Galland, sociologue français.
- Liz Kelly, sociologue britannique.
- Martine Lefeuvre-Déotte, sociologue française.
- Bérengère Marques-Pereira, sociologue belge.
- Doug McAdam, sociologue américain.
- René Maunier, sociologue français.
- Patricia Mora Castellanos, sociologue, professeur d'université et femme politique costaricaine.
- Marie Pezé, psychologue, docteur en psychologie, et psychanalyste française.
- Olivier Schwartz, sociologue français.
- Maria Teresa Torti, sociologue italienne.
- Shoshana Zuboff, sociologue et femme de lettres américaine.

## Décès
- 29 avril : Ludwig Wittgenstein, né le 26 avril 1889,  philosophe, mathématicien, ingénieur, pédagogue et architecte autrichien puis britannique.
- 22 juillet : Edward Alsworth Ross, né le 12 décembre 1866, sociologue, démographe et eugéniste américain.

## Autres
- Fondation de la British Sociological Association.
- Fondation de la Society for the Study of Social Problems (en).
- Robert Cooley Angell (en) devient président de l'Association américaine de sociologie